# Ellipsonodosaria
Ellipsonodosaria es un género de foraminífero bentónico considerado un sinónimo posterior de Nodosarella la subfamilia Ellipsoidininae, de la familia Ellipsoidinidae, de la superfamilia Pleurostomelloidea, del suborden Buliminina y del orden Buliminida. Su especie tipo era Lingulina rotundata. Su rango cronoestratigráfico abarcaba el Maastrichtiense (Cretácico superior).

## Discusión
Clasificaciones previas incluían Ellipsonodosaria en la subfamilia Pleurostomellinae de la familia Pleurostomellidae, y en el suborden Rotaliina del orden Rotaliida.

## Clasificación
Se describieron numerosas especies de Ellipsonodosaria. Entre las especies más interesantes o más conocidas destacaban:
- Ellipsonodosaria modesta †
- Ellipsonodosaria nuttalli †
- Ellipsonodosaria oinomikadoi †
- Ellipsonodosaria pseudoscripta †
- Ellipsonodosaria rotundata †

Un listado completo de las especies descritas en el género Ellipsonodosaria puede verse en el siguiente anexo.
En Ellipsonodosaria se ha considerado el siguiente subgénero:
- Ellipsonodosaria (Ellipsodentalina), también considerado como género Ellipsodentalina y aceptado como Pleurostomella